# Dżaubat Kalach
Dżaubat Kalach (arab. جوبة كلخ) – wieś w Syrii, w muhafazie Hama. W 2004 roku liczyła 103 mieszkańców.